# Super Bock

Super Bock

Super Bock is een Portugees biermerk.
Het bier wordt sinds 1927 gebrouwen in brouwerij Unicer (União Cervejeira SA) te Porto. In 2003 werd de Super Bock Stout op de markt gebracht, in 2004 de Super Bock Green, in 2006 de Super Bock Abadia en de Super Bock Tango (niet meer in het gamma). Vanaf 2007 werd de Super Bock Sem Alkool (niet-alcoholisch) gelanceerd. In 2011 kwam de Super Bock Classic op de markt. In 2012 kregen de bieren een complete restyling met nieuw label. Super Bock is het populairste bier in Portugal met een marktaandeel van 42%.
Super Bock werd meerdere malen bekroond voor zijn kwaliteit door Monde Selection.

## Varianten
- Original, blond bier (lager) met een alcoholpercentage van 5,2%.
- Classic, blond bier (lager) met een alcoholpercentage van 5,8%.
- Abadia, roodbruin tarwebier met een alcoholpercentage van 6,4%.
- Stout, zwart bier met een alcoholpercentage van 5%.
- Green, blond bier (met 1% citroensap) met een alcoholpercentage van 4%.
- Sem Álcool, blond bier niet-alcoholisch (0,5%)
- Sem Álcool Petra, bruin bier niet-alcoholisch (0,5%)